# Lista de maiores aglomerações urbanas da Bolívia
Estas são as maiores aglomerações urbanas da Bolívia.

La Paz

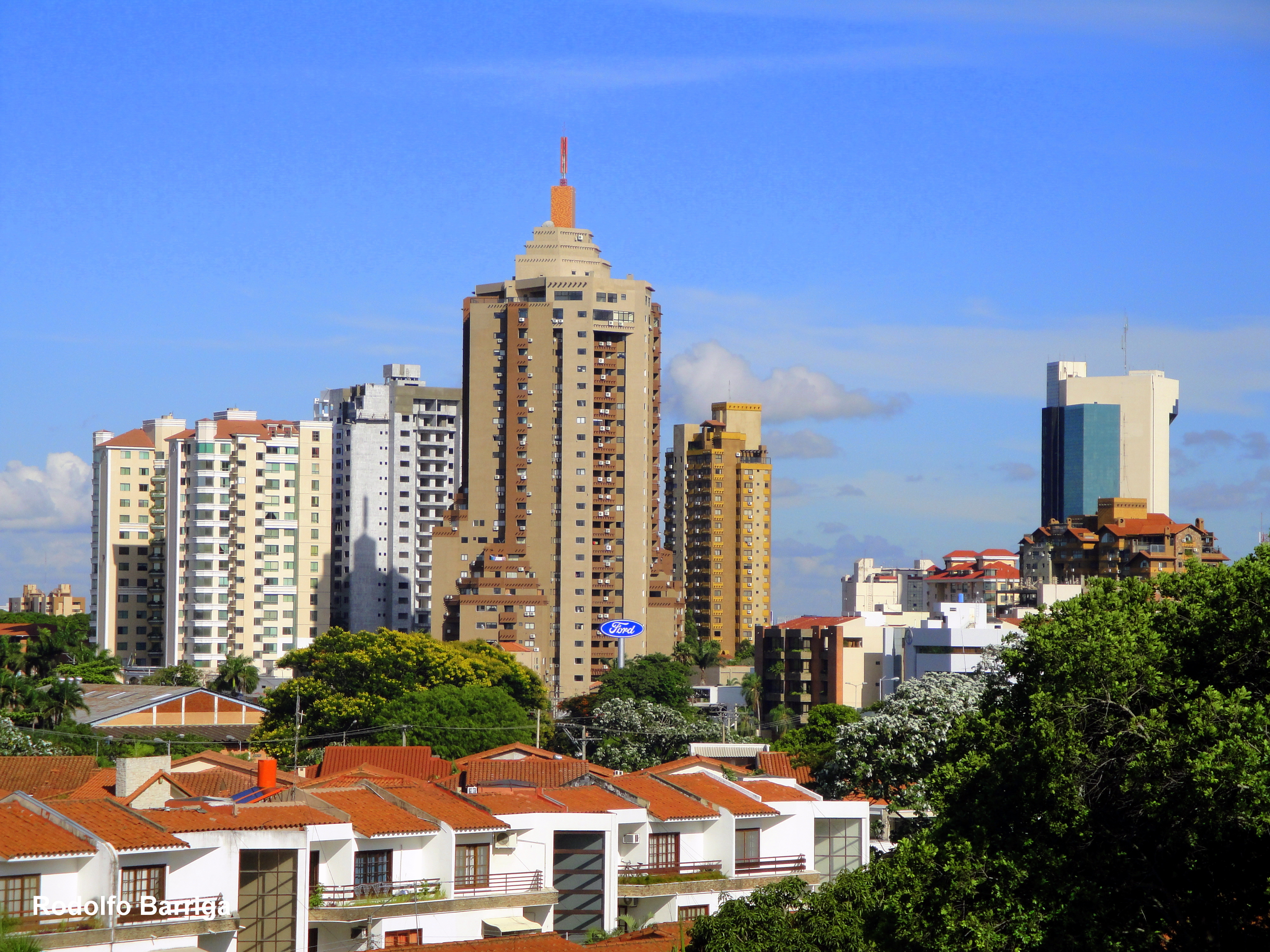
Santa Cruz de la Sierra

| #   | Nome                                            | Cidades                                                                              | P 2010    | Departamento |
| --- | ----------------------------------------------- | ------------------------------------------------------------------------------------ | --------- | ------------ |
| 1.  | Região Metropolitana de La Paz                  | La Paz, El Alto, Viacha, Laja, Achocalla e Mecapaca                                  | 2,364,235 | La Paz       |
| 2.  | Região Metropolitana de Santa Cruz de la Sierra | Santa Cruz de la Sierra , Montero , Warnes , La Guardia , Porongo, El Torno e Cotoca | 2,102,998 | Santa Cruz   |
| 3.  | Região Metropolitana de Cochabamba              | Cochabamba , Sacaba , Vinto e Quillacollo                                            | 1.230.000 | Cochabamba   |
| 4.  | Sucre                                           | Sucre                                                                                | 309.878   | Chuquisaca   |
| 5.  | Oruro                                           | Oruro                                                                                | 235.393   | Oruro        |
| 6.  | Tarija                                          | Tarija                                                                               | 214.304   | Tarija       |
| 7.  | Potosí                                          | Potosí                                                                               | 168.448   | Potosí       |
| 8.  | Trinidad                                        | Trinidad                                                                             | 130.254   | Beni         |
| 9.  | Riberalta                                       | Riberalta                                                                            | 91.876    | Beni         |
| 10. | Circuito urbano de Camiri                       | Camiri , Choreti e Ipirenda                                                          | 67.870    | Santa Cruz   |